# Strażnik Poranka
Strażnik Poranka – polski dwumasztowy mahoniowy pełnomorski jacht balastowy typu Opal. 

## Historia
Jacht został zbudowany w 1965 przez Stocznię Jachtową im. Josepha Conrada w Gdańsku jako pierwsza jednostka serii Opal. Pierwszym armatorem została Sekcja Żeglarska WKS Legia (późniejszy Oddział „Atol” Jacht Klubu Marynarki Wojennej „Kotwica”), jacht nosił nazwę Opal. W listopadzie 1980 jednostkę kupił od Marynarki płk Ryszard Kukliński za 36 000 zł, co stanowiło trzykrotność ówczesnej oficerskiej pensji. Po ucieczce Kuklińskiego do USA jacht został skonfiskowany na rzecz skarbu państwa wyrokiem z 1984 roku. 
W 1986 roku jednostkę kupił Yacht Klub Polski (YKP) w Gdyni. Dwie próby przywrócenia do pływania niszczejącej jednostki nie powiodły się. W 1997 roku jacht odkupiła od YKP Gdynia firma Atlas z zamiarem przekazania go Kuklińskiemu. Stało się to podczas uroczystości zorganizowanej w Gdańsku, będącej częścią wizyty pułkownika w Polsce w 1998. Jednostkę pobłogosławił ks. infułat Stanisław Bogdanowicz, nadając jej imię Opal II. Kukliński początkowo planował przeprowadzenie jachtu do USA. W 1999 bezskutecznie próbował zlicytować jednostkę by uzyskane pieniądze przeznaczyć na założoną przez siebie Fundację na rzecz Ofiar Reżimu PRL.
Ostatecznie pułkownik przekazał jacht w drodze notarialnej darowizny Chrześcijańskiej Szkole pod Żaglami (CSpŻ). Nowy armator pod wpływem przesłania niedawnych Światowych Dni Młodzieży w Toronto zmienił w 2002 nazwę jednostki; Strażnik Poranka to określenie którym Jan Paweł II zwracał się do młodzieży wyznaczając jej zadania w nowym millenium kościoła katolickiego:

Strażnicy poranka, czuwający o świcie trzeciego tysiąclecia! [...] Nie lękajcie się, młodzi strażnicy poranka nowego tysiąclecia, podejmować swoich zobowiązań misyjnych, które wypływają z waszego chrztu i bierzmowania. Jeśli zaś Chrystus wzywa was, byście służyli mu z jeszcze większym oddaniem przez kapłaństwo lub szczególną konsekrację, ofiarnie idźcie za Nim.

Jakie hasło wybiorą strażnicy poranka? Wierzyć w Jezusa oznacza przyjąć to, co On mówi, nawet, gdy przeczy to temu, co mówią inni. Oznacza to odrzucenie złudy grzechu, jakkolwiek byłaby ona pociągająca, aby stanąć na trudnej drodze cnót ewangelicznych. Młodzi ludzie, którzy mnie słuchacie, odpowiedzcie Panu mocnymi i wielkodusznymi sercami! On na was liczy. Nie zapominajcie: Chrystus potrzebuje was do spełnienia swego planu zbawienia! Chrystus potrzebuje waszej młodości i waszego szlachetnego entuzjazmu, aby Jego głoszenie radości rozbrzmiewało w nowym tysiącleciu.

Jacht stacjonował od 2003 w bazie żeglarskiej CSpŻ na chorwackiej wyspie Iž, szkolona była na nim młodzież, przez jego pokład przewinęło się przeszło 1500 adeptów żeglarstwa. W 2015 jednostka została przebazowana z powrotem do Gdańska. Jacht wymagał remontu, armator planował pozostawienie go w kraju i wykorzystywanie do szkoleń żeglarskich na Bałtyku. W rejsie z Adriatyku Strażnik Poranka odwiedził porty polskiego wybrzeża bałtyckiego, gdzie był udostępniany do zwiedzania. Ostatecznie zacumował w gdańskiej marinie na Motławie. W 2017 jacht został przeholowany Martwą Wisłą do miejscowości Błotnik. Do kwietnia 2021 nie udało się zebrać funduszy na remont a Strażnik Poranka nadal stał wyslipowany na nabrzeżu tamtejszej przystani jachtowej.